# Juan Murillo
Juan Engelberth Murillo Ortíz (* 1. August 1982) ist ein venezolanischer Radrennfahrer.

## Karriere
Juan Murillo wurde 2004 Dritter bei der Panamerikanischen Meisterschaft im Straßenrennen der U23-Klasse. Im Laufe seiner späteren Karriere gewann er zahlreiche Tagesabschnitte internationaler Etappenrennen, darunter sieben Etappen der Vuelta al Táchira. 2015 wurde er venezolanischer Straßenmeister der Elite.

## Erfolge
2004
- Panamerikanische Meisterschaften – Straßenrennen (U23)
- eine Etappe Doble Sucre Potosí GP Cemento Fancesa

2006
- eine Etappe Vuelta al Táchira
- eine Etappe Vuelta a Venezuela
- eine Etappe Clásico Ciclístico Banfoandes

2007
- eine Etappe Vuelta al Táchira

2009
- eine Etappe Vuelta al Táchira

2012
- eine Etappe Vuelta al Táchira

2013
- eine Etappe Vuelta al Táchira
- eine Etappe Vuelta a Venezuela

2014
- eine Etappe Vuelta al Táchira
- zwei Etappen Tour de Guadeloupe

2015
- eine Etappe Vuelta al Táchira
- Venezolanischer Meister – Straßenrennen

2017
- zwei Etappen Tour de Guadeloupe